# Boeing KB-29
Le Boeing KB-29 est une version du B-29 Superfortress destinée au ravitaillement en vol, développée après la Seconde Guerre mondiale. Il contribue de façon importante au développement de cette méthode de ravitaillement. Le KB-29 est produit en deux versions, le KB-29M et le KB-29P, une troisième jouant le rôle d'avion à ravitailler (receiver) est dénommée B-29MR.

## Historique

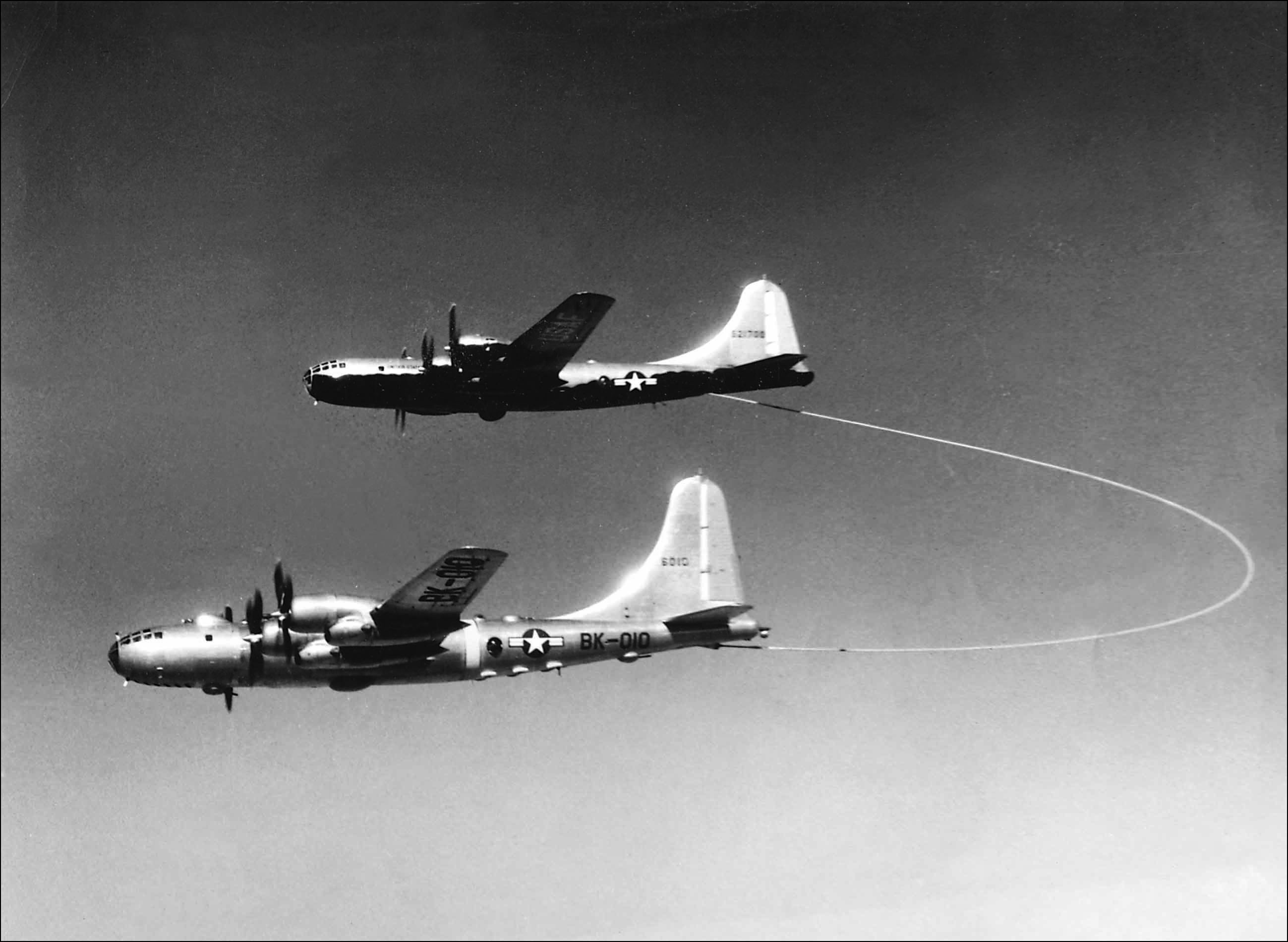
un des ravitaillements du Lucky Lady II par un Kb-29.

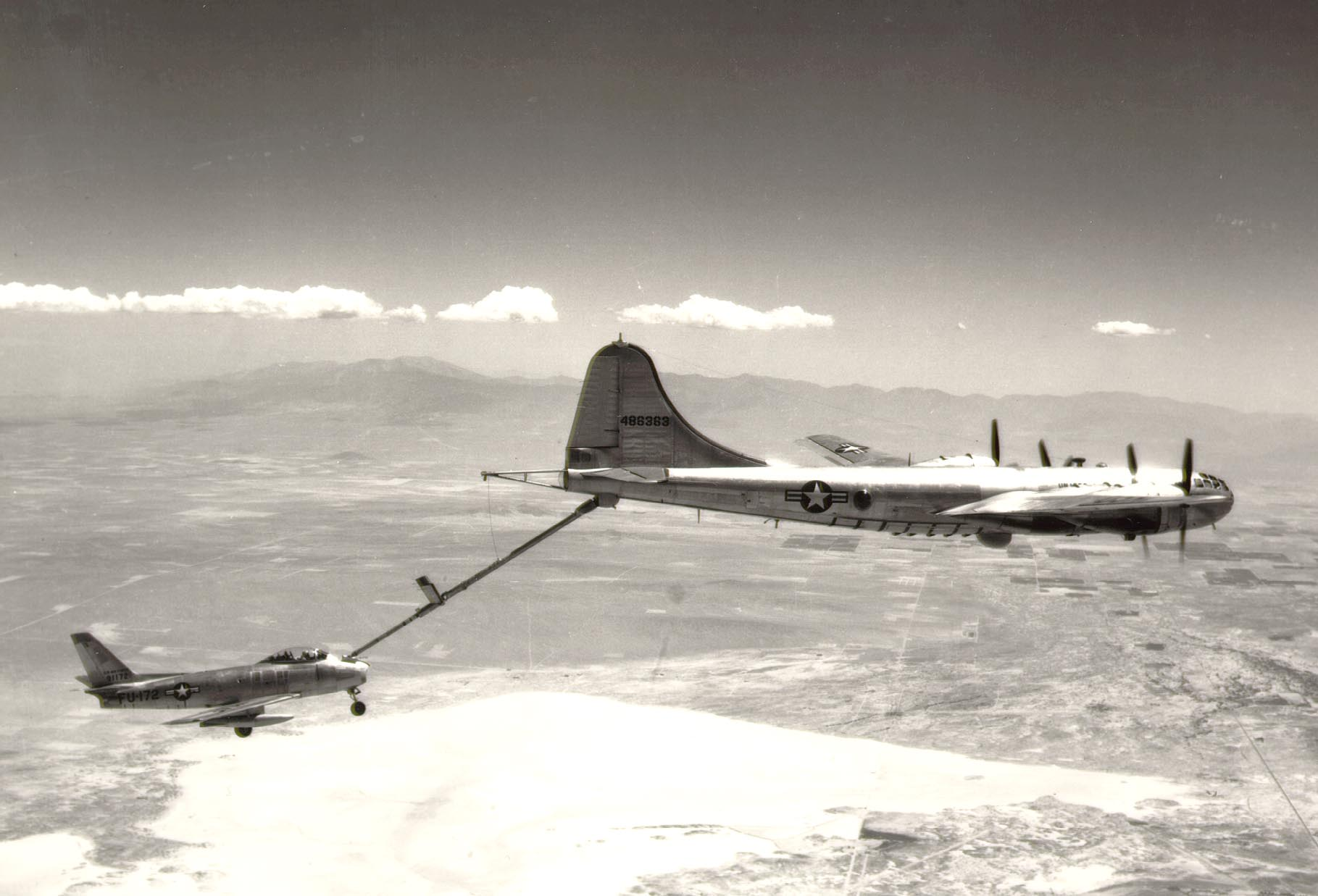
ravitaillement d'un F-86 train sorti.

Dans les années suivant la seconde guerre mondiale, l'intérêt stratégique des techniques de ravitaillement en vol s'impose rapidement, surtout aux Etats-Unis. Le B-29 Stratoforteress est un candidat assez naturel dans le rôle de « citerne volante » : sa capacité d'emport est considérable pour l'époque, et près de 4000 exemplaires ont été construits pendant le conflit. De plus, il est déjà en passe de devenir obsolète comme bombardier, avec l'arrivée du Boeing B-50 remotorisé, du Convair B-36 Peacemaker à très long rayon d'action et du Boeing B-47 Stratojet à réaction. Ainsi, des B-29 existant sont convertis par l'Usine Boeing de Wichita. Dans le détail : 
- 92 unités en KB-29M, pour le ravitaillement par technique "probe-and-drogue" (un tuyau souple ralenti par un panier)
- 116 unités en KB-29D, pour le ravitaillement par technique "flying boom" (perche téléscopique rigide)
- 72 unités en B-29MR, équipé pour être ravitaillé, en liaison avec les KB-29M.

En mars 1949, les KB-29 prennent part à une opération d'envergure : le B-50 Lucky Lady II effectue un tour du monde sans escale, partant de Carswell Air Force Base au Texas, et y revenant 94 heures plus tard, après avoir volé 37 742 km. Pour cela, il est ravitaillé à quatre reprises par des KB-29. Au-delà de l'exploit « sportif », cette mission est une démonstration force adressée à l'URSS. L'un des KB-29 s'est écrasé après le ravitaillement, tuant son équipage, cette information est à l'époque gardée secrète.
Pendant la guerre de Corée, le 6 juillet 1951, un KB-29 ravitaille trois RF-80A de reconnaissance photographique partant pour une mission au-dessus de la Corée du Nord, c'est la première fois que le ravitaillement en vol est utilisé dans une mission opérationnelle en temps de guerre.  
Cependant, les KB-29 montrent vite leurs limites : ces avions à hélices sont peu performants, comparés aux nouveaux jets. Ainsi, un chasseur ou un bombardier à réaction doit considérablement réduire sa vitesse et son altitude pour être ravitaillé. Les F-86 Sabre ont même du mal à voler assez lentement, et sortent leur train pour l'utiliser comme aérofrein ! Les KB-29 sont aussi des cibles faciles pour des chasseurs ennemis. De plus, leurs moteurs nécessitent de l'essence aviation, ainsi, lorsqu'ils ravitaillent des avions à réaction brulant du kérosène, les réservoirs de carburants destinés au ravitaillement sont séparés de ceux destinés à leurs propres besoin. Le KB-29 n'a ainsi été qu'un avion de transition, avec une carrière opérationnelle qui a duré moins de dix ans (retrait complet en 1957).
Le B-50, version améliorée du B-29 (avec notamment des moteurs beaucoup plus puissant) a aussi été modifié en ravitailleur, sous le nom Boeing KB-50. En outre le  Boeing C-97 Stratofreighter, avion de transport basé sur le B-50, a aussi donné lieu à des versions avion-ravitailleurs (certaines mixtes ravitailleur/cargo), et le Tupolev Tu-4, copie soviétique du B-29, a aussi été modifié dans ce rôle.